# Tommelfingerkompas
Et tommelfingerkompas er en type kompas, som mest anvendes i orienteringsløb, der er en sport, hvor kortlæsning og terrængenkendelse er i højsædet. Derfor er tommerfingerkompas ofte gennemsigtige, således at orienteringsløberen kan holde kort og kompas i samme hånd, og samtidig se kortet igennem. 
Tommelfingerkompasset fastgøres fingeren med et lille elastisk bånd.
Det første tommelfingerkompas, der fik kommerciel succes, var Suuntos Norcompass fra 1983.